# 上山仁
上山 仁（かみやま ひとし、1966年6月21日 - ）は、日本の元プロボクサー。青森県川内町出身。日本ジュニアミドル級（現スーパーウェルター級）王座を20度防衛。新日本木村ボクシングジム所属。

## 来歴
1986年7月24日、プロデビュー（初回KO勝ち）。
1986年12月19日、東日本ウェルター級新人王獲得。続く1987年2月21日には全日本同級新人王も獲得。
1988年5月9日、10戦目で日本王座に初挑戦。日本ウェルター級王者吉野弘幸（ワタナベ）に挑むが、3回KOで敗れ王座奪取ならず。プロ初黒星を喫した。その後、1階級上のジュニアミドル級に転向。
1989年1月9日、12戦目で日本王座に再挑戦。大竹永寿（グリーンツダ）と空位の日本ジュニアミドル級王座を争い、5回KO勝ちで日本王座を獲得した。その後は年間3 - 4度のペースで防衛を重ね、1991年9月22日には10度目の防衛に成功。
1991年12月9日、ウェルター級時代に王座挑戦を退けた吉野とノンタイトルで再戦。現役日本王者同士の対決ということで注目が集まったが、試合は上山の7回KO勝ち。3年前の雪辱を果たした。その後は日本王座を2度防衛（通算12度目の防衛）。
1992年12月21日、日本王座在位のまま世界初挑戦。敵地でフリオ・セサール・バスケス（アルゼンチン）と空位のWBA世界ジュニアミドル級王座を争ったが、初回に3度のダウンを奪われKO負け。世界王座奪取はならなかった。
世界挑戦後は日本王者としてさらに防衛戦を続け、1995年3月13日、遂に20度目の防衛に成功。そして、この試合を最後に現役引退を表明し、王座を返上。8月14日に引退式を行った。